# Johan Peter af Billbergh
Johan Peter af Billbergh, ursprungligen Billberg, född 1 maj 1776 i Karlskrona, död 9 april 1850, var en svensk ämbetsman. Han var bror till Gustaf Johan Billberg.
af Billbergh var son till amiralitetspastorn Elias Billberg och hans hustru Louisa Maria Hjelm. Han valde liksom sin bror ämbetmannabanan efter sina studier, och hade 1808 nått en kammarrådsplats. Samma år utämndes han till överkrigskommissarie, och besatt generalitendentsbefattningen för västra arméns flygel under fälttåget mot Norge 1809 och befordrades till ordinarie generalintendent i tyska kriget 1813-1814. Han lyckades som sådan nedsätta de allierades ersättningsanspråk för av svenska gjorda rekvisitioner under kriget med över 1,5 miljoner riksdaler banco, för vilket Karl XIV Johan med egna ord tackade honom, och riksdagen gav honom en ansenlig belöning för insatsen.
År 1817 utnämndes han till vice president i kammarrätten och befordrades 1824 till departementschef i generaltullstyrelsen. År 1826 adlades han med namnet af Billbergh.